# Kasteel Nieuwenhove (Sint-Pieters-Leeuw)

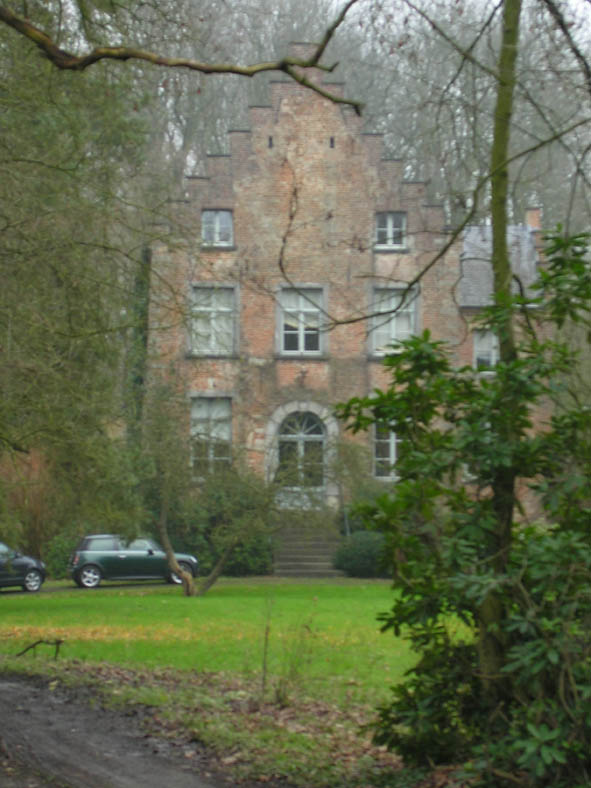
kasteel Nieuwenhove in 2009

Het Kasteel Nieuwenhove is een kasteel in de Vlaams-Brabantse plaats Sint-Pieters-Leeuw, gelegen aan de Zuundallaan 35.

## Geschiedenis
Het goed werd al in 1064 vermeld toen het toekwam aan de Abdij Ter Kameren. In 1593 kwam het in bezit van de familie Berlo en de lieden hiervan noemden zich voortaan heren van Nieuwenhove. Tijdens de godsdiensttwisten einde 16e eeuw werd het goed door brand getroffen en in 1608 was het weer heropgebouwd. In 1688 werd het goed omschreven als een pachthoeve waaraan ook een huis van plaisantie was verbonden. Op de Ferrariskaarten (1771-1778) was sprake van het Château Neyhoven.
In 1833 was het kasteel in bezit van graaf Antoine van der Dilft.

## Gebouw
Het kasteeltje, met een mogelijk 17e-eeuwse kern, is opgetrokken op rechthoekige plattegrond in baksteen en zandsteen en het heeft een trapgevel.